# Victoria Island, Nigeria

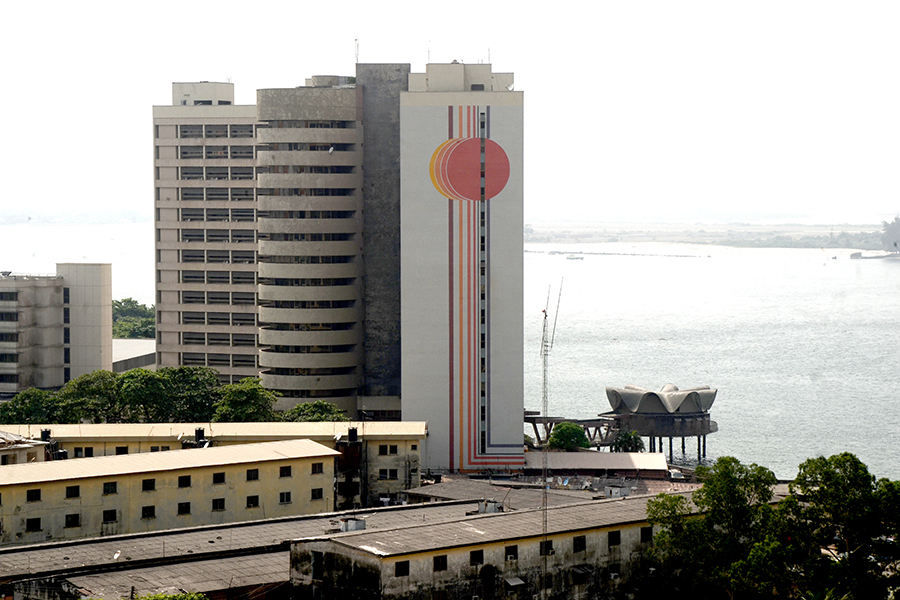
EKO hospital, Victoria Island.

Victoria Island är en före detta ö i Lagos, Nigeria, som fått en landbrygga till fastlandet och numera är en del av Lagos. Den var ursprungligen framför allt ett bostadsområde, men utgör numera stadens främsta finans- och affärscentrum.